# Belfast West (circonscription de l'Assemblée d'Irlande du Nord)
Pour les articles homonymes, voir Belfast West.
Belfast West (irlandais : Béal Feirste Thiar, Ulster Scots: Bilfawst Wast) est une circonscription de l'Assemblée d'Irlande du Nord.
Le siège a d’abord été utilisé pour l’élection de l'Assemblée en 1973. Il partage généralement des frontières avec la circonscription britannique de Belfast East, cependant, les limites des deux circonscriptions étaient légèrement différentes de 1973 à 1974, 1983 à 1986 et 2010 à 2011, car les limites de l’Assemblée n’avaient pas rattrapé les changements de limites parlementaires de 1996 à 1997, lorsque les membres du Forum d’Irlande du Nord avait été élu dans les nouvelles circonscriptions parlementaires, mais le 51e Parlement du Royaume-Uni, élu en 1992 en vertu des limites des circonscriptions parlementaires de 1983-1995, était toujours en session.
Les membres ont ensuite été élus dans la circonscription à la Convention constitutionnelle de 1975, à l’Assemblée de 1982, au Forum de 1996, puis à l’Assemblée actuelle à partir de 1998.
Pour plus de détails sur l'histoire et les limites de la circonscription, voir Belfast West (circonscription du Parlement britannique).

## Membres
| Élection                 | MLA (parti)             | MLA (parti)             | MLA (parti)           | MLA (parti)                 | MLA (parti)             | MLA (parti)                       | MLA (parti)                  | MLA (parti)                  | MLA (parti)        | MLA (parti)                 | MLA (parti) | MLA (parti)                 |
| ------------------------ | ----------------------- | ----------------------- | --------------------- | --------------------------- | ----------------------- | --------------------------------- | ---------------------------- | ---------------------------- | ------------------ | --------------------------- | ----------- | --------------------------- |
| 1973                     |                         | Paddy Devlin (SDLP)     |                       | Desmond Gillespie (SDLP)    |                         | Hugh Smyth (Independent Unionist) |                              | Bob Cooper (Alliance Party)  |                    | John Laird (UUP)            |             | Jean Coulter (Vanguard/UUP) |
| 1975                     | Joe Hendron (SDLP)      | Paddy Devlin (SDLP)     |                       |                             |                         | Hugh Smyth (Independent Unionist) |                              | Bob Cooper (Alliance Party)  |                    | John Laird (UUP)            |             | Jean Coulter (Vanguard/UUP) |
| 1982                     | Joe Hendron (SDLP)      | 4 sièges 1982–1996      | 4 sièges 1982–1996    |                             | Gerry Adams (Sinn Féin) | Will Glendinning (Alliance)       | Thomas Passmore (UUP)        | 4 sièges 1982–1996           | 4 sièges 1982–1996 |                             |             |                             |
| 1996                     | Joe Hendron (SDLP)      | 5 sièges 1996–1998      | 5 sièges 1996–1998    |                             | Gerry Adams (Sinn Féin) | Alex Maskey (Sinn Féin)           |                              | Dodie McGuinness (Sinn Féin) |                    | Annie Armstrong (Sinn Féin) |             |                             |
| 1998                     | Joe Hendron (SDLP)      |                         | Alex Attwood (SDLP)   | Bairbre de Brún (Sinn Féin) | Gerry Adams (Sinn Féin) | Alex Maskey (Sinn Féin)           | Sue Ramsey (Sinn Féin)       |                              |                    |                             |             |                             |
| 2003                     |                         | Diane Dodds (DUP)       | Alex Attwood (SDLP)   | Bairbre de Brún (Sinn Féin) | Gerry Adams (Sinn Féin) | Fra McCann (Sinn Féin)            | Michael Ferguson (Sinn Féin) |                              |                    |                             |             |                             |
| Novembre 2004 Cooptation | Sue Ramsey (Sinn Féin)  | Diane Dodds (DUP)       | Alex Attwood (SDLP)   |                             | Gerry Adams (Sinn Féin) | Fra McCann (Sinn Féin)            | Michael Ferguson (Sinn Féin) |                              |                    |                             |             |                             |
| 2007                     | Sue Ramsey (Sinn Féin)  |                         | Alex Attwood (SDLP)   | Paul Maskey (Sinn Féin)     | Gerry Adams (Sinn Féin) | Fra McCann (Sinn Féin)            | Jennifer McCann (Sinn Féin)  |                              |                    |                             |             |                             |
| Décembre 2010 Cooptation | Sue Ramsey (Sinn Féin)  | Pat Sheehan (Sinn Féin) | Alex Attwood (SDLP)   | Paul Maskey (Sinn Féin)     |                         | Fra McCann (Sinn Féin)            | Jennifer McCann (Sinn Féin)  |                              |                    |                             |             |                             |
| 2011                     | Sue Ramsey (Sinn Féin)  | Pat Sheehan (Sinn Féin) | Alex Attwood (SDLP)   | Paul Maskey (Sinn Féin)     |                         | Fra McCann (Sinn Féin)            | Jennifer McCann (Sinn Féin)  |                              |                    |                             |             |                             |
| Juillet 2012 Cooptation  | Sue Ramsey (Sinn Féin)  | Pat Sheehan (Sinn Féin) | Alex Attwood (SDLP)   | Rosie McCorley (Sinn Féin)  |                         | Fra McCann (Sinn Féin)            | Jennifer McCann (Sinn Féin)  |                              |                    |                             |             |                             |
| Novembre 2014 Cooptation | Alex Maskey (Sinn Féin) | Pat Sheehan (Sinn Féin) | Alex Attwood (SDLP)   | Rosie McCorley (Sinn Féin)  |                         | Fra McCann (Sinn Féin)            | Jennifer McCann (Sinn Féin)  |                              |                    |                             |             |                             |
| 2016                     | Alex Maskey (Sinn Féin) | Pat Sheehan (Sinn Féin) | Alex Attwood (SDLP)   |                             | Gerry Carroll (PBP)     | Fra McCann (Sinn Féin)            | Jennifer McCann (Sinn Féin)  |                              |                    |                             |             |                             |
| Décembre 2016 Cooptation | Alex Maskey (Sinn Féin) | Pat Sheehan (Sinn Féin) | Alex Attwood (SDLP)   | Órlaithí Flynn (Sinn Féin)  | Gerry Carroll (PBP)     | Fra McCann (Sinn Féin)            |                              |                              |                    |                             |             |                             |
| 2017                     | Alex Maskey (Sinn Féin) | Pat Sheehan (Sinn Féin) | 5 sièges 2017–présent | 5 sièges 2017–présent       | Gerry Carroll (PBP)     | Fra McCann (Sinn Féin)            |                              |                              |                    |                             |             |                             |
| Octobre 2021 Cooptation  | Alex Maskey (Sinn Féin) | Pat Sheehan (Sinn Féin) | 5 sièges 2017–présent | 5 sièges 2017–présent       | Gerry Carroll (PBP)     | Aisling Reilly (Sinn Féin)        |                              |                              |                    |                             |             |                             |
| 2022                     | Danny Baker (Sinn Féin) | Pat Sheehan (Sinn Féin) | 5 sièges 2017–présent | 5 sièges 2017–présent       | Gerry Carroll (PBP)     | Aisling Reilly (Sinn Féin)        |                              |                              |                    |                             |             |                             |

Note: Les colonnes de ce tableau sont utilisées uniquement à des fins de présentation et aucune importance ne doit être attachée à l'ordre des colonnes. Pour plus de détails sur l'ordre dans lequel les sièges ont été remportés à chaque élection, voir les résultats détaillés de cette élection.

## Élections

### Assemblée d'Irlande du Nord

#### 2022
| Parti | Parti                            | Candidat           | %      | Comptage | Comptage | Comptage | Comptage | Comptage | Comptage | Comptage | Comptage | Comptage | Comptage | Comptage |
| Parti | Parti                            | Candidat           | %      | 1        | 2        | 3        | 4        | 5        | 6        | 7        | 8        | 9        | 10       | 11       |
| --- | -------------------------------- | ------------------ | ------ | -------- | -------- | -------- | -------- | -------- | -------- | -------- | -------- | -------- | -------- | -------- |
| | Sinn Féin                        | Danny Baker        | 20.64% | 9,011    |          |          |          |          |          |          |          |          |          |          |
| | Sinn Féin                        | Órlaithí Flynn     | 15.44% | 6,743    | 7,087    | 7,093    | 7,109    | 7,136    | 7,159    | 7,159    | 7,160    | 7,228    | 7,407    |          |
| | Sinn Féin                        | Aisling Reilly     | 13.01% | 5,681    | 6,709    | 6,720    | 6,727    | 6,745    | 6,759    | 6,761    | 6,761    | 6,812    | 7,131    | 7,664    |
| | Sinn Féin                        | Pat Sheehan        | 14.59% | 6,370    | 6,422    | 6,426    | 6,431    | 6,440    | 6,449    | 6,449    | 6,450    | 6,447    | 6,735    | 7,186    |
| | People Before Profit             | Gerry Carroll      | 7.51%  | 3,279    | 3,394    | 3,414    | 3,492    | 3,563    | 3,667    | 3,688    | 3,698    | 3,936    | 4,479    | 6,023    |
| | DUP                              | Frank McCoubrey    | 9.54%  | 4,166    | 4,167    | 4,174    | 4,174    | 4,176    | 4,180    | 4,396    | 5,199    | 5,275    | 5,429    | 5,490    |
| | SDLP                             | Paul Doherty       | 5.79%  | 2,528    | 2,616    | 2,619    | 2,648    | 2,684    | 2,727    | 2,744    | 2,754    | 3,232    | 3,636    |          |
| | Aontú                            | Gerard Herdman     | 4.01%  | 1,753    | 1,761    | 1,793    | 1,802    | 1,820    | 1,823    | 1,829    | 1,837    | 1,871    |          |          |
| | Irish Republican Socialist       | Dan Murphy         | 2.53%  | 1,103    | 1,115    | 1,123    | 1,130    | 1,144    | 1,152    | 1,152    | 1,152    | 1,159    |          |          |
| | Alliance                         | Donnamarie Higgins | 2.08%  | 907      | 924      | 926      | 932      | 940      | 1,027    | 1,109    | 1,135    |          |          |          |
| | TUV                              | Jordan Doran       | 1.84%  | 802      | 802      | 805      | 806      | 809      | 810      | 918      |          |          |          |          |
| | Ulster Unionist                  | Linsey Gibson      | 1.09%  | 474      | 475      | 477      | 478      | 480      | 484      |          |          |          |          |          |
| | Green (NI)                       | Stevie Maginn      | 0.70%  | 307      | 310      | 313      | 323      | 333      |          |          |          |          |          |          |
| | Indépendant                      | Gerard Burns       | 0.44%  | 192      | 209      | 237      | 244      |          |          |          |          |          |          |          |
| | Parti des travailleurs d'Irlande | Patrick Crossan    | 0.44%  | 193      | 198      | 205      |          |          |          |          |          |          |          |          |
| | Indépendant                      | Tony Mallon        | 0.30%  | 129      | 131      |          |          |          |          |          |          |          |          |          |
| | Indépendant                      | Declan Hill        | 0.06%  | 26       | 26       |          |          |          |          |          |          |          |          |          |
| Électorat : 68,727 Valide : 43,664 (63.53%) Non valide : 776 Quota : 7,278 Participation : 44,440 (64.66%) |                                  |                    |        |          |          |          |          |          |          |          |          |          |          |          |

#### 2017
| Parti | Parti                            | Candidat        | %      | Comptage | Comptage | Comptage | Comptage |
| Parti | Parti                            | Candidat        | %      | 1        | 2        | 3        | 4        |
| --- | -------------------------------- | --------------- | ------ | -------- | -------- | -------- | -------- |
| | Sinn Féin                        | Órlaithí Flynn  | 17.15% | 6,918    |          |          |          |
| | People Before Profit             | Gerry Carroll   | 12.15% | 4,903    | 6,514    | 8,252    |          |
| | Sinn Féin                        | Alex Maskey     | 15.73% | 6,346    | 6,451    | 7,036    |          |
| | Sinn Féin                        | Fra McCann      | 15.37% | 6,201    | 6,314    | 6,636    | 7,067    |
| | Sinn Féin                        | Pat Sheehan     | 13.55% | 5,466    | 5,515    | 5,739    | 5,903    |
| | DUP                              | Frank McCoubrey | 10.07% | 4,063    | 4,372    | 4,490    | 4,521    |
| | SDLP                             | Alex Attwood    | 8.56%  | 3,452    | 4,019    |          |          |
| | People Before Profit             | Michael Collins | 2.72%  | 1,096    |          |          |          |
| | Alliance                         | Sorcha Eastwood | 1.85%  | 747      |          |          |          |
| | Ulster Unionist                  | Fred Rogers     | 1.20%  | 486      |          |          |          |
| | Parti des travailleurs d'Irlande | Conor Campbell  | 1.03%  | 415      |          |          |          |
| | Green (NI)                       | Ellen Murray    | 0.62%  | 251      |          |          |          |
| Électorat : 61,309 Valide : 40,344 (65.80%) Non valide : 586 Quota : 6,725 Participation : 40,930 (66.76%) |                                  |                 |        |          |          |          |          |

#### 2016
| Parti | Parti                            | Candidat        | %      | Comptage | Comptage | Comptage | Comptage | Comptage | Comptage | Comptage | Comptage |
| Parti | Parti                            | Candidat        | %      | 1        | 2        | 3        | 4        | 5        | 6        | 7        | 8        |
| --- | -------------------------------- | --------------- | ------ | -------- | -------- | -------- | -------- | -------- | -------- | -------- | -------- |
| | People Before Profit             | Gerry Carroll   | 22.88% | 8,299    |          |          |          |          |          |          |          |
| | Sinn Féin                        | Alex Maskey     | 13.15% | 4,769    | 5,360.8  |          |          |          |          |          |          |
| | Sinn Féin                        | Pat Sheehan     | 9.69%  | 3,516    | 3,761.08 | 3,829.2  | 6,393.2  |          |          |          |          |
| | Sinn Féin                        | Fra McCann      | 11.11% | 4,028    | 4,283.2  | 4,479.48 | 4,756.68 | 5,891.73 |          |          |          |
| | Sinn Féin                        | Jennifer McCann | 12.09% | 4,386    | 4,648.68 | 4,755.04 | 4,988.88 | 5,044.81 | 5,750.11 |          |          |
| | SDLP                             | Alex Attwood    | 7.30%  | 2,647    | 3,407.76 | 4,161.36 | 4,234.52 | 4,242.98 | 4,245.38 | 4,299.08 | 4,430.2  |
| | DUP                              | Frank McCoubrey | 10.38% | 3,766    | 3,780.52 | 4,332.28 | 4,336.28 | 4,337.69 | 4,337.69 | 4,337.69 | 4,341.21 |
| | Sinn Féin                        | Rosie McCorley  | 8.42%  | 3,053    | 3,244.4  | 3,303.24 |          |          |          |          |          |
| | Parti des travailleurs d'Irlande | Conor Campbell  | 1.47%  | 532      | 766.54   |          |          |          |          |          |          |
| | Green (NI)                       | Ellen Murray    | 0.90%  | 327      | 705.84   |          |          |          |          |          |          |
| | Ulster Unionist                  | Gareth Martin   | 1.80%  | 654      | 668.96   |          |          |          |          |          |          |
| | Alliance                         | Jemima Higgins  | 0.80%  | 291      | 427.4    |          |          |          |          |          |          |
| Électorat : 63,993 Valide : 36,268 (56.67%) Non valide : 722 Quota : 5,182 Participation : 36,990 (57.80%) |                                  |                 |        |          |          |          |          |          |          |          |          |

#### 2011
| Parti | Parti                            | Candidat        | %      | Comptage | Comptage | Comptage | Comptage | Comptage | Comptage | Comptage | Comptage | Comptage | Comptage | Comptage |
| Parti | Parti                            | Candidat        | %      | 1        | 2        | 3        | 4        | 5        | 6        | 7        | 8        | 9        | 10       | 11       |
| --- | -------------------------------- | --------------- | ------ | -------- | -------- | -------- | -------- | -------- | -------- | -------- | -------- | -------- | -------- | -------- |
| | Sinn Féin                        | Paul Maskey     | 15.42% | 5,343    |          |          |          |          |          |          |          |          |          |          |
| | Sinn Féin                        | Jennifer McCann | 15.12% | 5,239    |          |          |          |          |          |          |          |          |          |          |
| | Sinn Féin                        | Fra McCann      | 12.93% | 4,481    | 4,587.96 | 4,604.96 | 4,613.08 | 4,645.5  | 4,682.6  | 4,735.84 | 4,837.22 | 4,838.34 | 5,167.34 |          |
| | SDLP                             | Alex Attwood    | 10.87% | 3,765    | 3,776.69 | 3,780.09 | 3,787.09 | 3,890.45 | 3,939.62 | 4,083.74 | 4,719.58 | 4,780.65 | 5,151.65 |          |
| | Sinn Féin                        | Sue Ramsey      | 11.88% | 4,116    | 4,340.28 | 4,350.88 | 4,358.19 | 4,377.4  | 4,394.47 | 4,407.47 | 4,423.94 | 4,433.99 | 4,683.9  | 4,823.06 |
| | Sinn Féin                        | Pat Sheehan     | 10.75% | 3,723    | 3,737.35 | 3,960.5  | 3,971.78 | 3,996.39 | 4,016.61 | 4,029.73 | 4,051.85 | 4,054.9  | 4,249.77 | 4,327.19 |
| | DUP                              | Brian Kingston  | 7.47%  | 2,587    | 2,587.28 | 2,587.33 | 2,587.33 | 2,600.45 | 2,604.45 | 2,607.45 | 2,617.57 | 3,834.57 | 3,866.57 | 3,866.57 |
| | People Before Profit             | Gerry Carroll   | 4.79%  | 1,661    | 1,664.85 | 1,665.85 | 1,701.85 | 1,732.85 | 1,853.97 | 1,939.09 | 1,977.31 | 1,999.31 |          |          |
| | Ulster Unionist                  | Bill Manwaring  | 4.25%  | 1,471    | 1,471.21 | 1,471.36 | 1,473.36 | 1,503.41 | 1,512.41 | 1,517.41 | 1,526.41 |          |          |          |
| | SDLP                             | Colin Keenan    | 2.31%  | 802      | 803.26   | 804.41   | 807.41   | 853.58   | 878.63   | 981.82   |          |          |          |          |
| | Parti des travailleurs d'Irlande | John Lowry      | 1.69%  | 586      | 586.63   | 587.03   | 590.1    | 607.24   | 644.38   |          |          |          |          |          |
| | Socialist Party                  | Pat Lawlor      | 1.11%  | 384      | 384.42   | 384.92   | 399.92   | 408.92   |          |          |          |          |          |          |
| | Alliance                         | Dan McGuinness  | 1.05%  | 365      | 367.66   | 368.76   | 370.76   |          |          |          |          |          |          |          |
| | Indépendant                      | Brian Pelan     | 0.35%  | 122      | 122.77   | 122.92   |          |          |          |          |          |          |          |          |
| Électorat : 61,520 Valide : 34,645 (56.32%) Non valide : 973 Quota : 4,950 Participation : 35,618 (57.90%) |                                  |                 |        |          |          |          |          |          |          |          |          |          |          |          |

#### 2007
| Parti | Parti                            | Candidat         | %      | Comptage | Comptage | Comptage | Comptage | Comptage | Comptage |
| Parti | Parti                            | Candidat         | %      | 1        | 2        | 3        | 4        | 5        | 6        |
| --- | -------------------------------- | ---------------- | ------ | -------- | -------- | -------- | -------- | -------- | -------- |
| | Sinn Féin                        | Gerry Adams      | 17.84% | 6,029    |          |          |          |          |          |
| | Sinn Féin                        | Sue Ramsey       | 13.95% | 4,715    | 5,266.6  |          |          |          |          |
| | Sinn Féin                        | Paul Maskey      | 12.93% | 4,368    | 4,758.6  | 4,774.05 | 4,783.95 | 4,821.8  | 5,074.8  |
| | Sinn Féin                        | Jennifer McCann  | 12.62% | 4,265    | 4,294.8  | 4,665.75 | 4,667.7  | 4,693.5  | 4,848.5  |
| | SDLP                             | Alex Attwood     | 8.98%  | 3,036    | 3,148.8  | 3,149.7  | 3,196.9  | 3,234.9  | 4,779.1  |
| | Sinn Féin                        | Fra McCann       | 12.59% | 4,254    | 4,323.8  | 4,344.95 | 4,353.8  | 4,378    | 4,646.85 |
| | DUP                              | Diane Dodds      | 10.83% | 3,661    | 3,661    | 3,661.15 | 3,671.15 | 3,677.15 | 4,166    |
| | SDLP                             | Margaret Walsh   | 3.18%  | 1,074    | 1,086.2  | 1,087.1  | 1,110.3  | 1,156.5  |          |
| | People Before Profit             | Seán Mitchell    | 2.29%  | 774      | 789      | 789.6    | 830.4    | 968.8    |          |
| | Ulster Unionist                  | Louis West       | 1.65%  | 558      | 558.8    | 558.8    | 579.8    | 581.8    |          |
| | Parti des travailleurs d'Irlande | John Lowry       | 1.28%  | 434      | 440      | 440.45   | 452.65   | 452.65   |          |
| | Republican Sinn Féin             | Geraldine Taylor | 1.26%  | 427      | 429      | 429.45   | 437.05   |          |          |
| | Alliance                         | Dan McGuinness   | 0.38%  | 127      | 132.4    | 133.3    |          |          |          |
| | Make Politicians History         | Rainbow George   | 0.20%  | 68       | 69       | 69       |          |          |          |
| Électorat : 50,792 Valide : 33,790 (66.53%) Non valide : 448 Quota : 4,828 Participation : 34,238 (67.41%) |                                  |                  |        |          |          |          |          |          |          |

Note: Tous les candidats Republican Sinn Féin figuraient comme Indépendant sur le bulletin de vote.

#### 2003
| Parti | Parti                            | Candidat         | %      | Comptage | Comptage | Comptage | Comptage | Comptage | Comptage | Comptage | Comptage |
| Parti | Parti                            | Candidat         | %      | 1        | 2        | 3        | 4        | 5        | 6        | 7        | 8        |
| --- | -------------------------------- | ---------------- | ------ | -------- | -------- | -------- | -------- | -------- | -------- | -------- | -------- |
| | Sinn Féin                        | Gerry Adams      | 18.87% | 6,199    |          |          |          |          |          |          |          |
| | SDLP                             | Alex Attwood     | 11.16% | 3,667    | 3,796.60 | 3,901.04 | 3,956.28 | 6,096.28 |          |          |          |
| | Sinn Féin                        | Bairbre de Brun  | 12.39% | 4,069    | 4,476.52 | 4,494.96 | 4,504.20 | 4,665.68 | 5,229.68 |          |          |
| | Sinn Féin                        | Fra McCann       | 12.98% | 4,263    | 4,337.16 | 4,360.88 | 4,363.36 | 4,525.00 | 4,905.00 |          |          |
| | Sinn Féin                        | Michael Ferguson | 11.72% | 3,849    | 3,912.84 | 3,921.56 | 3,945.12 | 4,000.00 | 4,117.00 | 4,346.00 | 4,448.60 |
| | DUP                              | Diane Dodds      | 7.74%  | 2,544    | 2,544.00 | 2,631.00 | 4,144.24 | 4,256.24 | 4,272.24 | 4,274.24 | 4,277.09 |
| | Sinn Féin                        | Sue Ramsey       | 9.09%  | 2,988    | 3,673.20 | 3,699.68 | 3,705.92 | 3,768.84 | 3,923.84 | 4,084.84 | 4,190.29 |
| | SDLP                             | Joe Hendron      | 7.86%  | 2,583    | 2,654.28 | 2,849.72 | 3,108.72 |          |          |          |          |
| | Ulster Unionist                  | Chris McGimpsey  | 3.56%  | 1,170    | 1,174.56 | 1,298.56 |          |          |          |          |          |
| | PUP                              | Hugh Smyth       | 2.47%  | 813      | 814.68   | 862.68   |          |          |          |          |          |
| | Parti des travailleurs d'Irlande | John Lowry       | 1.24%  | 407      | 410.84   |          |          |          |          |          |          |
| | Indépendant                      | John MacVicar    | 0.64%  | 211      | 211.24   |          |          |          |          |          |          |
| | Alliance                         | Mary Ayers       | 0.23%  | 75       | 78.12    |          |          |          |          |          |          |
| | Indépendant                      | David Kerr       | 0.05%  | 16       | 16.00    |          |          |          |          |          |          |
| Électorat : 50,861 Valide : 32,854 (64.60%) Non valide : 673 Quota : 4,694 Participation : 33,527 (65.92%) |                                  |                  |        |          |          |          |          |          |          |          |          |

Note: David Kerr s'est présenté aux élections en tant que candidat de l'Ulster Third Way, et est apparu comme tel sur le bulletin de vote.

#### 1998
| Parti | Parti                            | Candidat                | %      | Comptage | Comptage | Comptage | Comptage | Comptage | Comptage | Comptage | Comptage | Comptage | Comptage |
| Parti | Parti                            | Candidat                | %      | 1        | 2        | 3        | 4        | 5        | 6        | 7        | 8        | 9        | 10       |
| --- | -------------------------------- | ----------------------- | ------ | -------- | -------- | -------- | -------- | -------- | -------- | -------- | -------- | -------- | -------- |
| | Sinn Féin                        | Gerry Adams             | 21.72% | 9,078    |          |          |          |          |          |          |          |          |          |
| | SDLP                             | Joe Hendron             | 14.69% | 6,140    |          |          |          |          |          |          |          |          |          |
| | Sinn Féin                        | Sue Ramsey              | 9.44%  | 3,946    | 5,223.15 | 5,235    | 5,236.44 | 5,253.27 | 5,262.62 | 5,276.34 | 7,371.34 |          |          |
| | Sinn Féin                        | Bairbre de Brun         | 11.27% | 4,711    | 5,341    | 5,381.35 | 5,383.83 | 5,405.11 | 5,409.11 | 5,421.89 | 5,705.26 | 6,993.67 |          |
| | Sinn Féin                        | Alex Maskey             | 10.36% | 4,330    | 4,831.2  | 4,852.35 | 4,856.41 | 4,889.2  | 4,901.27 | 4,909.82 | 5,242.2  | 5,324.61 | 6,328.43 |
| | SDLP                             | Alex Attwood            | 10.24% | 4,280    | 4,647.85 | 4,738.25 | 4,838.85 | 5,117.87 | 5,127.22 | 5,234.49 | 5,327.61 | 5,343.69 | 5,349.52 |
| | Ulster Unionist                  | Chris McGimpsey         | 3.92%  | 1,640    | 1,641.4  | 1,674.4  | 1,675.58 | 1,808.99 | 2,757.44 | 4,827.29 | 4,837.64 | 4,837.64 | 4,837.64 |
| | Sinn Féin                        | Michael Ferguson        | 6.19%  | 2,585    | 2,791.85 | 2,838.45 | 2,840.71 | 2,867.12 | 2,871.84 | 2,896.95 |          |          |          |
| | PUP                              | Hugh Smyth              | 5.22%  | 2,180    | 2,186.65 | 2,206.75 | 2,208.63 | 2,342.94 | 2,716.06 |          |          |          |          |
| | DUP                              | Margaret Ferris         | 3.22%  | 1,345    | 1,347.8  | 1,354.5  | 1,354.8  | 1,784.22 |          |          |          |          |          |
| | UK Unionist Party                | Thomas Dalzell-Sheridan | 1.59%  | 666      | 671.25   | 677.25   | 677.37   |          |          |          |          |          |          |
| | Parti des travailleurs d'Irlande | John Lowry              | 1.45%  | 607      | 630.1    | 658.8    | 660.68   |          |          |          |          |          |          |
| | Alliance                         | Dan McGuinness          | 0.31%  | 129      | 165.4    |          |          |          |          |          |          |          |          |
| | Indépendant                      | Mary Cahillane          | 0.31%  | 128      | 151.8    |          |          |          |          |          |          |          |          |
| | Natural Law                      | Michael Kennedy         | 0.07%  | 29       | 31.45    |          |          |          |          |          |          |          |          |
| Électorat : 60,669 Valide : 41,794 (68.89%) Non valide : 960 Quota : 5,971 Participation : 42,754 (70.47%) |                                  |                         |        |          |          |          |          |          |          |          |          |          |          |

Note: Mary Cahillane s'est présentée aux élections en tant que candidate Pro-Agreement Socialist, et est apparue comme telle sur le bulletin de vote.

### 1996 forum
Les candidats retenus sont indiqués en gras.
| Parti | Parti                | Candidat(s)                                                               | Votes  | Pourcentage |
| ----- | -------------------- | ------------------------------------------------------------------------- | ------ | ----------- |
|       | Sinn Féin            | Gerry Adams Dodie McGuinness Alex Maskey Annie Armstrong Marie Moore      | 22,355 | 53.4        |
|       | SDLP                 | Joe Hendron Alex Attwood Margaret Walsh Patricia Lewsley Mary Muldoon     | 11,087 | 26.5        |
|       | PUP                  | Hugh Smyth Mina Wardle                                                    | 1,982  | 4.7         |
|       | DUP                  | Eric Smyth Margaret Ferris                                                | 1,769  | 4.2         |
|       | UUP                  | Fred Parkinson John McDonald                                              | 1,489  | 3.6         |
|       | Workers' Party       | John Lowry Jim Pollock                                                    | 984    | 2.4         |
|       | Ulster Democratic    | Frank McCoubrey Delwyn Williams                                           | 848    | 2.0         |
|       | Alliance             | Dan McGuinness Patricia Mallon Glyn Roberts                               | 340    | 0.8         |
|       | Labour coalition     | Mary Cahillane Isabel Cowan Barbara Lynn Brian McDermott Terence McDonagh | 319    | 0.8         |
|       | NI Women's Coalition | Vera McKee Mary Catney Ann Hall Julie Cullen                              | 252    | 0.6         |
|       | Green (NI)           | Jude Stephens Philip Kearney David Taylor                                 | 156    | 0.4         |
|       | NI Conservatives     | Charles Balmer David Munster                                              | 60     | 0.1         |
|       | DUP                  | Florence Baxter William Clements                                          | 36     | 0.1         |
|       | Ulster Independence  | Kenneth McClinton Clifford Peoples                                        | 43     | 0.1         |
|       | Democratic Left      | Mary McMahon Freddie Rea                                                  | 37     | 0.1         |
|       | Natural Law          | Michael Kennedy Vivien Martin                                             | 30     | 0.1         |
|       | Communist Party      | Barry Bruton Daniella Egerton                                             | 28     | 0.1         |
|       | Independent Voice    | Bernard McGrath Susan McGrath                                             | 26     | 0.1         |
|       | Independent Chambers | Ruth Patty Richard Stewart                                                | 12     | 0.0         |

### 1982
| Parti | Parti                            | Candidat         | %      | Comptage | Comptage | Comptage | Comptage | Comptage | Comptage | Comptage | Comptage |
| Parti | Parti                            | Candidat         | %      | 1        | 2        | 3        | 4        | 5        | 6        | 7        | 8        |
| --- | -------------------------------- | ---------------- | ------ | -------- | -------- | -------- | -------- | -------- | -------- | -------- | -------- |
| | Sinn Féin                        | Gerry Adams      | 28.43% | 9,740    |          |          |          |          |          |          |          |
| | SDLP                             | Joe Hendron      | 15.20% | 5,207    | 5,309.3  | 6,003.3  | 7,965.3  |          |          |          |          |
| | Ulster Unionist                  | Thomas Passmore  | 13.15% | 4,505    | 4,505    | 4,509    | 5,128    | 5,130    | 5,131.86 | 5,151.79 | 5,165.55 |
| | Alliance                         | Will Glendinning | 7.98%  | 2,733    | 2,764.5  | 2,805.1  | 2,847.1  | 3,072.7  | 3,651.16 | 4,525.99 | 5,163.2  |
| | DUP                              | Billy Dickson    | 12.83% | 4,394    | 4,396.1  | 4,399.1  | 4,849.4  | 4,866.4  | 4,869.09 | 4,892.81 | 4,918.6  |
| | Sinn Féin                        | Alex Maskey      | 1.83%  | 627      | 3,240    | 3,326.2  | 3,326.2  | 3,397.6  | 3,565.93 | 3,824.22 |          |
| | Parti des travailleurs d'Irlande | Mary McMahon     | 7.28%  | 2,493    | 2,512.8  | 2,566.9  | 2,580.9  | 2,662.8  | 3,017.13 |          |          |
| | SDLP                             | Cormac Boomer    | 6.26%  | 2,145    | 2,204.4  | 2,452.5  | 2,454.5  |          |          |          |          |
| | PUP                              | Hugh Smyth       | 3.66%  | 1,255    | 1,255.3  | 1,256.3  |          |          |          |          |          |
| | SDLP                             | Mary Muldoon     | 2.97%  | 1,016    | 1,024.1  |          |          |          |          |          |          |
| | People's Democracy               | John McAnulty    | 0.42%  | 144      | 161.1    |          |          |          |          |          |          |
| Électorat : 57,726 Valide : 34,259 (59.35%) Non valide : 1,819 Quota : 6,852 Participation : 36,078 (62.50%) |                                  |                  |        |          |          |          |          |          |          |          |          |

### Convention constitutionnelle de 1975
| Parti | Parti                      | Candidat          | %      | Comptage | Comptage | Comptage | Comptage | Comptage | Comptage | Comptage | Comptage |
| Parti | Parti                      | Candidat          | %      | 1        | 2        | 3        | 4        | 5        | 6        | 7        | 8        |
| --- | -------------------------- | ----------------- | ------ | -------- | -------- | -------- | -------- | -------- | -------- | -------- | -------- |
| | Ulster Unionist            | John Laird        | 23.61% | 8,433    |          |          |          |          |          |          |          |
| | SDLP                       | Paddy Devlin      | 17.54% | 6,267    |          |          |          |          |          |          |          |
| | Ulster Unionist            | Jean Coulter      | 6.51%  | 2,325    | 4,209.48 | 4,209.48 | 4,226.65 | 4,235.65 | 5,710.65 |          |          |
| | Alliance                   | Bob Cooper        | 9.22%  | 3,293    | 3,362.81 | 3,495.11 | 3,679.76 | 4,341.58 | 4,428.25 | 4,472.89 | 4,915.13 |
| | SDLP                       | Joe Hendron       | 7.95%  | 2,840    | 2,841.56 | 3,058.82 | 3,180.76 | 3,607.5  | 3,611.04 | 3,611.66 | 4,901.95 |
| | Independent Unionist       | Hugh Smyth        | 7.40%  | 2,644    | 3,235.63 | 3,236.35 | 3,252.92 | 3,256.31 | 4,127.8  | 4,684.56 | 4,693.55 |
| | SDLP                       | Desmond Gillespie | 5.56%  | 1,986    | 1,988.73 | 2,506.59 | 2,652.23 | 3,254.1  | 3,257.1  | 3,257.72 | 4,513.76 |
| | SDLP                       | Paschal O'Hare    | 6.86%  | 2,452    | 2,453.95 | 2,578.87 | 2,691.07 | 3,115.67 | 3,118.63 | 3,121.11 |          |
| | DUP                        | Edith Goligher    | 5.48%  | 1,958    | 2,668.19 | 2,669.63 | 2,686.41 | 2,688.59 |          |          |          |
| | Independent Nationalist    | Thomas Conaty     | 5.74%  | 2,052    | 2,052.78 | 2,133.96 | 2,302.18 |          |          |          |          |
| | Republican Clubs           | John Sullivan     | 1.85%  | 660      | 661.17   | 676.29   |          |          |          |          |          |
| | Republican Clubs           | John Brady        | 1.17%  | 418      | 418.78   | 432.82   |          |          |          |          |          |
| | Republican Clubs           | Bernard McDonagh  | 0.73%  | 262      | 263.17   | 268.21   |          |          |          |          |          |
| | Communist Party of Ireland | John Morris       | 0.24%  | 86       | 86       | 87.62    |          |          |          |          |          |
| | Communist Party of Ireland | Peter Kerrins     | 0.12%  | 44       | 44.78    | 45.5     |          |          |          |          |          |
| Électorat : 63,869 Valide : 35,720 (55.93%) Non valide : 1,794 Quota : 5,103 Participation : 37,514 (58.74%) |                            |                   |        |          |          |          |          |          |          |          |          |

Note: John Laird, Jean Coulter et Edith Goligher étaient tous des candidats approuvés par l'UUUC.

### 1973
| Parti | Parti                      | Candidat          | %      | Comptage | Comptage | Comptage | Comptage | Comptage | Comptage | Comptage | Comptage | Comptage | Comptage | Comptage | Comptage |
| Parti | Parti                      | Candidat          | %      | 1        | 2        | 3        | 4        | 5        | 6        | 7        | 8        | 9        | 10       | 11       | 12       |
| --- | -------------------------- | ----------------- | ------ | -------- | -------- | -------- | -------- | -------- | -------- | -------- | -------- | -------- | -------- | -------- | -------- |
| | Ulster Unionist            | John Laird        | 27.74% | 11,479   |          |          |          |          |          |          |          |          |          |          |          |
| | SDLP                       | Paddy Devlin      | 18.71% | 7,743    |          |          |          |          |          |          |          |          |          |          |          |
| | Independent Unionist       | Hugh Smyth        | 8.76%  | 3,625    | 5,997.09 |          |          |          |          |          |          |          |          |          |          |
| | Vanguard                   | Jean Coulter      | 4.27%  | 1,765    | 3,606.42 | 3,606.42 | 3,634.31 | 3,638.3  | 3,704.33 | 3,707.56 | 5,610.71 | 6,281.71 |          |          |          |
| | Alliance                   | Bob Cooper        | 7.64%  | 3,160    | 3,262.9  | 3,374.22 | 3,374.89 | 3,382.61 | 3,637.01 | 3,810.76 | 3,866.68 | 5,042.61 | 5,221.61 | 5,378.06 | 5,597.46 |
| | SDLP                       | Desmond Gillespie | 4.69%  | 1,940    | 1,940    | 2,520.29 | 2,520.3  | 2,527.93 | 2,590.38 | 2,953    | 2,953.49 | 2,993.58 | 2,994.58 | 3,404.51 | 4,961.35 |
| | SDLP                       | Gerry Campbell    | 4.26%  | 1,764    | 1,764.49 | 2,269.34 | 2,268.35 | 2,277.35 | 2,325.48 | 2,698.95 | 2,699.95 | 2,835.67 | 2,837.67 | 3,320.88 | 4,399.77 |
| | SDLP                       | Desmond O'Donnell | 5.10%  | 2,112    | 2,113.47 | 2,341.17 | 2,321.17 | 2,353.40 | 2,394.93 | 2,734.28 | 2,734.78 | 2,763.39 | 2,764.39 | 3,037.25 |          |
| | Republican Clubs           | Raymond O'Hagan   | 3.36%  | 1,389    | 1,389    | 1,438.91 | 1,438.91 | 1,465.37 | 2,134.58 | 2,537.47 | 2,538.47 | 2,563.1  | 2,564.1  |          |          |
| | NI Labour                  | Billy Boyd        | 4.69%  | 1,942    | 2,204.15 | 2,214.73 | 2,216.67 | 2,237.9  | 2,333.56 | 2,388.08 | 2,538.1  |          |          |          |          |
| | DUP                        | William Spence    | 3.30%  | 1,366    | 2,270.05 | 2,270.05 | 2,286.85 | 2,293.62 | 2,236.4  | 2,239.4  |          |          |          |          |          |
| | Travailliste républicain   | Paddy Kennedy     | 4.23%  | 1,750    | 1,750.49 | 1,970.37 | 1,970.37 | 1,984.6  | 2,036.94 |          |          |          |          |          |          |
| | Republican Clubs           | John O'Hare       | 1.70%  | 702      | 703.47   | 715.43   | 715.44   | 725.44   |          |          |          |          |          |          |          |
| | Alliance                   | Reginald Donnelly | 0.47%  | 194      | 202.33   | 223.49   | 223.51   | 225      |          |          |          |          |          |          |          |
| | Alliance                   | Maureen Smyth     | 0.41%  | 169      | 232.7    | 238.22   | 238.67   | 242.67   |          |          |          |          |          |          |          |
| | NI Labour                  | Patrick Doherty   | 0.36%  | 151      | 152.47   | 172.02   | 172.03   | 174.03   |          |          |          |          |          |          |          |
| | Communist Party of Ireland | James Stewart     | 0.30%  | 123      | 130.35   | 131.96   | 132.2    |          |          |          |          |          |          |          |          |
| Électorat : 70,791 Valide : 41,374 (58.45%) Non valide : 2,834 Quota : 5,911 Participation : 44,208 (62.45%) |                            |                   |        |          |          |          |          |          |          |          |          |          |          |          |          |

Note: John Laird, Hugh Smyth, Jean Coulter et William Spence ont utilisé l'étiquette West Belfast Loyalist Coalition simultanément tout en se tenant sous différentes affiliations partisanes.

## Sources
- Northern Ireland ELECTIONS: West Belfast
- Northern Ireland ELECTIONS: West Belfast 1973–82